# Uzdowo (gmina)
Uzdowo (do 1954 Filice) – dawna gmina wiejska istniejąca w latach 1973–1976 w woj. olsztyńskim a następnie w woj. ciechanowskim (dzisiejsze woj. warmińsko-mazurskie). Siedzibą władz gminy było Uzdowo.
Gmina została powołana w dniu 1 stycznia 1973 roku w powiecie działdowskim w woj. olsztyńskim. 1 czerwca 1975 gmina znalazła się w nowo utworzonym woj. ciechanowskim.
1 lipca 1976 roku gmina została zniesiona przez połączenie z dotychczasową gminą Działdowo w nową gminę Działdowo.